# Sydpolarkjove
Sydpolarkjove (Stercorarius maccormicki) er en stor fugl i familien kjover, som overvejende lever på den sydlige halvkugle.
Det videnskabelige artsnavn hentyder til den britiske naturforsker Robert McCormick, som beskrev det første eksemplar videnskabeligt.

## Taksonomi
Arten placeres oftest i slægten Stercorarius sammen med alle andra kjover i familien Stercorariidae. Nogle taksonomer placerer den dog sammen med storkjove (S. skua) og brun storkjove (S. antarctica), der er den anden større kjove som lever i de sydlige verdensdele, i slægten Catharacta. Andre taxonomer behandler i stedet sydpolarkjove og brun storkjove som underarter af stor kjove.

## Udseende og kendetegn
Sydpolarkjoven er en stor kjove, der i gennemsnit måler 53 cm. Fjerdragten findes i tre farvefaser. Den voksne Sydpolarkjove er gråbrun på oversiden og hvidagtig (lys fase) eller varmt lysebrun (mellemfase) på hoved og underside. Den mørke fase er sortbrun med næsten sort overside.

## Udbredelse
Den yngler ved den Antarktiske kystlinie og er en trækfugl som tilbringer vinteren i Stillehavet, Indiske Ocean eller Atlanterhavet. Under flyvningen når den blandt andet til det nordøstlige Atlanterhav. På grund af mulige forvekslinger mellem sydpolarkjove og storkjove er antallet af godkendte observationer af sydpolarkjover i Vesteuropa lille.
Arten har et stort udbredelsesområde som skønnes at være fra 100.000 til 1.000.000 km² og verdensbestanden skønnes til at være fra 10.000-20.000 individer. Populationen er stabil og den kategoriseres af IUCN for ikke at være rødlistet og dermed livskraftig.

## Føde og yngletiden
Sydpolarkjoven ruger overvejende i stenede områder. Den yngler mellem november og december, og lægger normalt to æg. Ligesom andre kjover angriber den mennesker eller andre dyr som nærmer sig reden. Føden er hovedsagelig fisk som ofte tages fra måger, terner og suler. Den dræber og æder også havfugle, for eksempel pingvinunger, andre fuglearters æg, fiskeaffald og ådsler.

### Øvrige henvisninger
- BirdLife International (2008) Catharacta maccormicki. I: IUCN 2009. IUCN Red List of Threatened Species. Version 2009.1. www.iucnredlist.org. Læst 12 august 2009.

- Wikimedia Commons har flere filer relateret til Sydpolarkjove